# Finales NBA 1969
Navigation
Finales 1968 Finales 1970
Les finales NBA 1969 sont la dernière série de matchs de la saison 1968-1969 de la NBA et la conclusion des séries éliminatoires (playoffs) de la saison. Le champion de la division Est, les Celtics de Boston rencontrent le champion de la division Ouest les  Lakers de Los Angeles.
Les Lakers sont fortement favorisés par la présence de trois étoiles redoutables : Elgin Baylor, Wilt Chamberlain et Jerry West. En outre, Boston est une équipe vieillissante ; ils ont commencé les séries éliminatoires à la quatrième place de la division Est, et n'ont pas eu un parcours facile vers les finales. La victoire finale des Celtics (le dernier championnat de la dynastie Bill Russell) est considérée comme l'un des grands événements de l'histoire de la NBA. Cette série est également remarquable par le fait que Jerry West, avec une moyenne de près de 38 points par match, a remporté le prix Most Valuable Player des finales, en dépit du fait d'être dans l'équipe perdante. Il s'agit de la première année où cette récompense est attribuée, et c'est la seule fois dans l'histoire des finales NBA que le MVP est attribué à un joueur de l'équipe perdante. C'est également la première fois dans l'histoire des finales NBA que le septième match est remporté par l'équipe visiteuse.
Ces finales opposent pour la septième fois en onze ans les mêmes équipes, finales toujours gagnées par les Celtics.
Les Celtics remportent ainsi leur onzième titre en treize ans.
Lors de ces finales les Celtics jouent avec trois joueurs futurs membres du Hall of Fame : Sam Jones, Tom Sanders et John Havlicek ainsi que l'entraîneur-joueur Bill Russell ainsi que trois joueurs des Lakers : Jerry West, Elgin Baylor et Wilt Chamberlain.

## Lieux des compétitions
Les deux salles pour le tournoi ces finales sont : le Boston Garden de Boston et le Great Western Forum d'Inglewood.
| Los Angeles         | \| Boston Los Angeles \| | Boston           |
| Great Western Forum | \| Boston Los Angeles \| | TD Garden,       |
| Capacité: 17 505    | \| Boston Los Angeles \| | Capacité: 14 870 |
| Te Forum            | \| Boston Los Angeles \| | Boston Garden    |
| Boston Los Angeles  |                          |                  |

## Avant les finales

### Celtics de Boston
Lors de la saison régulière les Celtics de Boston ont terminé la saison quatrième de la division Est avec un bilan de 48 victoires pour 34 défaites. C’est le plus mauvais classement des Celtics depuis la 1949-1950.
Les Celtics se sont qualifiés en battant en demi-finales de division les Pistons de Détroit quatre victoires à deux puis en finales de division les 76ers de Philadelphie quatre victoires à trois.

### Lakers de Los Angeles
Lors de la saison régulière les Lakers ont terminé la saison second de la division Ouest avec un bilan de 52 victoires pour 30 défaites soit quatre victoires de moins que les Hawks de Saint-Louis.
Les Lakers se sont qualifiés en battant en demi-finales les Bulls de Chicago quatre victoires à une puis en finales de division les Warriors de San Francisco quatre victoires à zéro.

### Parcours comparés vers les finales NBA
| Champion de division | Qualifié pour les playoffs | Éliminé des playoffs |

| Franchise             | V  | D  | PCT    | R  | Dom   | Ext   | N    | Div   |
| --------------------- | -- | -- | ------ | -- | ----- | ----- | ---- | ----- |
| Bullets de Baltimore  | 57 | 25 | 69,5 % | –  | 29–9  | 24–15 | 4–1  | 26–14 |
| 76ers de Philadelphie | 55 | 27 | 67,1 % | 2  | 26–8  | 24–16 | 5–3  | 23–17 |
| Knicks de New York    | 54 | 28 | 65,9 % | 3  | 30–7  | 19–20 | 5–1  | 26–14 |
| Celtics de Boston     | 48 | 34 | 58,5 % | 9  | 24–12 | 21–19 | 3–3  | 23–17 |
| Royals de Cincinnati  | 41 | 41 | 50,0 % | 16 | 15-13 | 16–21 | 10–7 | 20–20 |
| Pistons de Détroit    | 32 | 50 | 39,0 % | 25 | 21–17 | 7–30  | 4–3  | 13–27 |
| Bucks de Milwaukee    | 27 | 55 | 32,9 % | 30 | 15–19 | 8–27  | 4–9  | 7–29  |

| Franchise                 | V  | D  | PCT    | R  | Dom   | Ext   | N    | Div   |
| ------------------------- | -- | -- | ------ | -- | ----- | ----- | ---- | ----- |
| Lakers de Los Angeles     | 55 | 27 | 67,1 % | –  | 32–9  | 21–18 | 2–0  | 30–10 |
| Hawks d'Atlanta           | 48 | 34 | 58,5 % | 7  | 28–12 | 18–21 | 2–1  | 26–14 |
| Warriors de San Francisco | 41 | 41 | 50,0 % | 14 | 22–19 | 18–21 | 1–1  | 20–20 |
| Rockets de San Diégo      | 37 | 45 | 45,1 % | 18 | 25–16 | 8–25  | 4–4  | 20–20 |
| Bulls de Chicago          | 33 | 49 | 40,2 % | 22 | 19–21 | 12–25 | 2–3  | 19–21 |
| SuperSonics de Seattle    | 30 | 52 | 36,6 % | 25 | 18–18 | 6–29  | 6–5  | 15–23 |
| Suns de Phoenix           | 16 | 66 | 19,5 % | 39 | 11–26 | 4–28  | 1–12 | 8–30  |

### Face à face en saison régulière
Les Celtics et les Lakers se sont rencontrés 6 fois pour un bilan de 4 victoires à 2 en faveur des Lakers. C'est la première fois que les Lakers de Los Angeles présentent un meilleur bilan que les Celtics dans leur face à face.

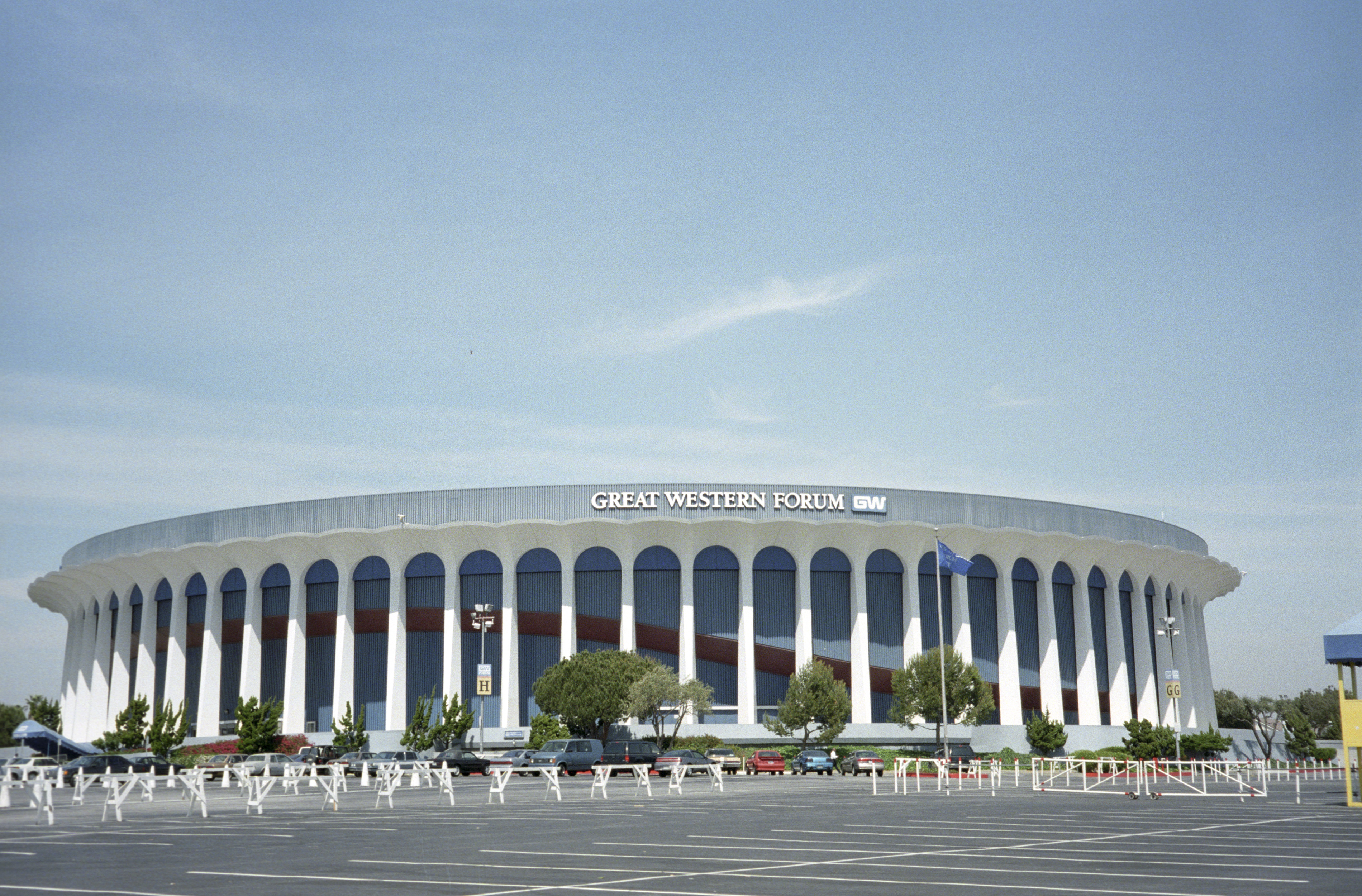
Great Western Forum à Inglewood

| Match | Date             | équipe à domicile     | Score       | équipe à l'extérieur  |
| ----- | ---------------- | --------------------- | ----------- | --------------------- |
| 1     | 19 novembre 1968 | Lakers de Los Angeles | 116-106     | Celtics de Boston     |
| 2     | 29 novembre 1968 | Celtics de Boston     | 92-93       | Lakers de Los Angeles |
| 3     | 10 janvier 1969  | Celtics de Boston     | 88-82       | Lakers de Los Angeles |
| 4     | 21 février 1969  | Lakers de Los Angeles | 102-124     | Celtics de Boston     |
| 5     | 7 mars 1969      | Lakers de Los Angeles | 105-99 (OT) | Celtics de Boston     |
| 6     | 16 mars 1969     | Celtics de Boston     | 73-108      | Lakers de Los Angeles |

## Formule

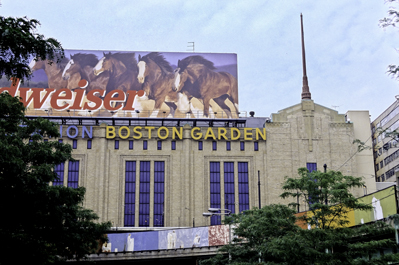
Le Boston Garden

Pour les séries finales la franchise gagnante est la première à remporter quatre victoires, soit un minimum de quatre matchs et un maximum de sept. Les rencontres se déroulent dans l'ordre suivant :
| Match | Recevant       | Match | Recevant       | Match | Recevant        | Match | Recevant        |
| ----- | -------------- | ----- | -------------- | ----- | --------------- | ----- | --------------- |
| 1     | Meilleur bilan | 2     | Meilleur bilan | 3     | Moins bon bilan | 4     | Moins bon bilan |

| Match | Recevant       | Match | Recevant        | Match | Recevant       |
| ----- | -------------- | ----- | --------------- | ----- | -------------- |
| 5     | Meilleur bilan | 6     | Moins bon bilan | 7     | Meilleur bilan |

Pour la première fois les Lakers ont l'avantage du terrain lors de la finale, car ils ont un meilleur bilan en saison régulière (58-27 contre 48-34).

## Les finales

### Tableau
|                       | Match 1 | Match 2 | Match 3 | Match 4 | Match 5 | Match 6 | Match 7 | Score final |
| Celtics de Boston     | 118     | 112     | 111     | 89      | 104     | 99      | 108     | 4           |
| Lakers de Los Angeles | 120     | 118     | 105     | 88      | 117     | 90      | 106     | 3           |

Les scores en couleur représentent l'équipe à domicile. Le score du match en gras est le vainqueur du match.

### Match 1
| 23 avril 1969 | Rapport | Celtics de Boston 118, Lakers de Los Angeles 120   | Celtics de Boston 118, Lakers de Los Angeles 120 | Celtics de Boston 118, Lakers de Los Angeles 120 |  | Great Western Forum, Inglewood Affluence : 17 554 |
| 23 avril 1969 | Rapport | Score par quart-temps : 32-33, 26-23, 26-26, 34-38 |                                                  |                                                  |  | Great Western Forum, Inglewood Affluence : 17 554 |
| 23 avril 1969 | Rapport | John Havlicek 37                                   | Points                                           | Jerry West 53                                    |  | Great Western Forum, Inglewood Affluence : 17 554 |
| 23 avril 1969 | Rapport | Los Angeles mène la série 1 à 0                    |                                                  |                                                  |  | Great Western Forum, Inglewood Affluence : 17 554 |

Avant la série, le  joueur-entraîneur des Celtics Bill Russell décide de ne pas mettre deux joueurs en défense sur Jerry West qui utilise cette liberté pour marquer 53 points malgré l'opposition des arrières Sam Jones et Larry Siegfried. Dans un match a rebondissement avec 21 changements de leader, le pivot des Lakers Wilt Chamberlain a marqué le panier de la victoire 23 secondes avant la fin.

### Match 2
| 25 avril 1969 | Rapport | Celtics de Boston 112, Lakers de Los Angeles 118   | Celtics de Boston 112, Lakers de Los Angeles 118 | Celtics de Boston 112, Lakers de Los Angeles 118 |  | Great Western Forum, Inglewood Affluence : 17 559 |
| 25 avril 1969 | Rapport | Score par quart-temps : 25-24, 30-29, 30-35, 27-30 |                                                  |                                                  |  | Great Western Forum, Inglewood Affluence : 17 559 |
| 25 avril 1969 | Rapport | John Havlicek 43                                   | Points                                           | Jerry West 41                                    |  | Great Western Forum, Inglewood Affluence : 17 559 |
| 25 avril 1969 | Rapport | Los Angeles mène la série 2 à 0                    |                                                  |                                                  |  | Great Western Forum, Inglewood Affluence : 17 559 |

Encore une fois, Russell a refusé de doubler le marquage de West. Dans un dur match physique, West a poursuivi sa domination  en marquant 41 points. Avec ses coéquipiers, l’arrière Johnny Egan qui a marqué 26 points et les 31 points d'Elgin Baylor (dont les 12 derniers points des Lakers), les Lakers l’emportent. Mais le meilleur scoreur est John Havlicek avec 43 points.

### Match 3
| 27 avril 1969 | Rapport | Lakers de Los Angeles 105, Celtics de Boston 111   | Lakers de Los Angeles 105, Celtics de Boston 111 | Lakers de Los Angeles 105, Celtics de Boston 111 |  | Boston Garden, Boston Affluence : 14 037 |
| 27 avril 1969 | Rapport | Score par quart-temps : 16-25, 24-32, 38-21, 27-33 |                                                  |                                                  |  | Boston Garden, Boston Affluence : 14 037 |
| 27 avril 1969 | Rapport | Jerry West 24                                      | Points                                           | John Havlicek 34                                 |  | Boston Garden, Boston Affluence : 14 037 |
| 27 avril 1969 | Rapport | Los Angeles mène la série 2 à 1                    |                                                  |                                                  |  | Boston Garden, Boston Affluence : 14 037 |

Dans le match 3, Russell a finalement décidé de doubler la défense sur Jerry West. Avec la pression accrue sur lui, il a perdu un peu sa puissance de tir. Il a demandé à faire plus de pauses et à être remplacé. Durant ces deux pauses, les Lakers ont régressé. L'exploit de ce match est à mettre à l’actif du joueur des Celtics John Havlicek qui, malgré un œil enflé après avoir reçu un coup de Keith Erickson, a marqué 34 points.

### Match 4
| 29 avril 1969 | Rapport | Lakers de Los Angeles 88, Celtics de Boston 89     | Lakers de Los Angeles 88, Celtics de Boston 89 | Lakers de Los Angeles 88, Celtics de Boston 89 |  | Boston Garden, Boston Affluence : 14 780 |
| 29 avril 1969 | Rapport | Score par quart-temps : 15-16, 26-33, 29-18, 18-22 |                                                |                                                |  | Boston Garden, Boston Affluence : 14 780 |
| 29 avril 1969 | Rapport | Jerry West 40                                      | Points                                         | John Havlicek 21                               |  | Boston Garden, Boston Affluence : 14 780 |
| 29 avril 1969 | Rapport | Égalité dans la série 2 à 2                        |                                                |                                                |  | Boston Garden, Boston Affluence : 14 780 |

Dans ce match tournant de la série, on relève les 50 fautes personnelles et le faible nombre de tir réussis. Les Lakers ont possédé une avance d'un point avec 7 secondes à jouer et la possession de la balle. Cependant, Baylor sort des limites du terrain, ce qui rend la balle au Celtics. Pour cette dernière possession, les joueurs des Celtics Havlicek, Siegfried, Bailey, Howell et Jones sont sur le plancher ; malgré le fait que Jones saute du mauvais pied, le ballon évite la tentative de contre du pivot des Lakers Chamberlain et après avoir tournoyé sur le cercle tombe dans le panier au buzzer, donnant la victoire pour les Celtics. Ainsi, au lieu de rentrer à la maison avec une avance de 3-1 dans la série, les Lakers se retrouvent à 2 partout.

### Match 5
| 1er mai 1969 | Rapport | Celtics de Boston' 104, Lakers de Los Angeles 117  | Celtics de Boston' 104, Lakers de Los Angeles 117 | Celtics de Boston' 104, Lakers de Los Angeles 117 |  | Great Western Forum, Inglewood Affluence : 17 553 |
| 1er mai 1969 | Rapport | Score par quart-temps : 24-23, 21-26, 24-30, 35-38 |                                                   |                                                   |  | Great Western Forum, Inglewood Affluence : 17 553 |
| 1er mai 1969 | Rapport | Sam Jones 25                                       | Points                                            | Jerry West 39                                     |  | Great Western Forum, Inglewood Affluence : 17 553 |
| 1er mai 1969 | Rapport | Los Angeles mène la série 3 à 2                    |                                                   |                                                   |  | Great Western Forum, Inglewood Affluence : 17 553 |

### Match 6
| 3 mai 1969 | Rapport | Lakers de Los Angeles 90, Celtics de Boston 99     | Lakers de Los Angeles 90, Celtics de Boston 99 | Lakers de Los Angeles 90, Celtics de Boston 99 |  | Boston Garden, Boston Affluence : 15 129 |
| 3 mai 1969 | Rapport | Score par quart-temps : 22-32, 17-23, 26-27, 25-17 |                                                |                                                |  | Boston Garden, Boston Affluence : 15 129 |
| 3 mai 1969 | Rapport | Jerry West, Elgin Baylor 26                        | Points                                         | Don Nelson 25                                  |  | Boston Garden, Boston Affluence : 15 129 |
| 3 mai 1969 | Rapport | Égalité dans la série 3 à 3                        |                                                |                                                |  | Boston Garden, Boston Affluence : 15 129 |

### Match 7
| 5 mai 1969 | Rapport | Celtics de Boston 108, Lakers de Los Angeles 106                     | Celtics de Boston 108, Lakers de Los Angeles 106 | Celtics de Boston 108, Lakers de Los Angeles 106 |  | Great Western Forum, Inglewood Affluence : 17 568 Arbitres : = |
| 5 mai 1969 | Rapport | Score par quart-temps : 28-25, 31-31, 32-20, 17-30                   |                                                  |                                                  |  | Great Western Forum, Inglewood Affluence : 17 568 Arbitres : = |
| 5 mai 1969 | Rapport | John Havlicek 26                                                     | Points                                           | Elgin Baylor 42                                  |  | Great Western Forum, Inglewood Affluence : 17 568 Arbitres : = |
| 5 mai 1969 | Rapport | Boston gagne la série 4 à 3 et obtient un 11e titre de champion NBA. |                                                  |                                                  |  | Great Western Forum, Inglewood Affluence : 17 568 Arbitres : = |

## Équipes
| Effectif des Celtics de Boston - Champions NBA 1967-1968 |
| --- |
| 5 John Thompson • 6 Bill Russell • 11 Mal Graham • 12 Tom Thacker • 16 Satch Sanders • 17 John Havlicek • 18 Bailey Howell • 19 Don Nelson • 20 Larry Siegfried • 24 Sam Jones • 26 Rick Weitzman • 27 Johnny Jones • 28 Wayne Embry Entraîneur-joueur :Bill Russell |

| Effectif des Lakers de Los Angeles - Champions de la Division Ouest |
| --- |
| 11 Gail Goodrich • 12 Freddie Crawford • 14 Darrall Imhoff • 21 Archie Clark • 22 Elgin Baylor • 22 John Wetzel • 30 Cliff Anderson • 31 Mel Counts • 33 Tom Hawkins • 34 Erwin Mueller • 44 Jerry West • 52 Dennis Hamilton Entraîneur : Butch van Breda Kolff |